# 2011-es Formula–1 indiai nagydíj
Az indiai nagydíj volt a 2011-es Formula–1 világbajnokság tizenhetedik futama, melyet 2011. október 28. és október 30. között rendeztek meg. A versenyre a Buddh International Circuit-en került sor. A futam India első versenye volt a Formula–1 történelmében. Hazai csapata a Force India volt.
A szezon első futamát, a bahreini nagydíjat nem rendezték meg a tervezett március időpontban. Az FIA 2011. június 3-án úgy döntött, hogy a bahreini nagydíjra az indiai nagydíj tervezett időpontjában, 2011. október 28. és 2011. október 30. között kerül sor. A bahreini nagydíj szervezői azonban az FIA döntése után egy héttel önként lemondtak a verseny megrendezésétől, az indiai nagydíj visszakerült az eredeti időpontra.

## Szabadedzések

### Első szabadedzés
Az indiai nagydíj első szabadedzését október 28-án, pénteken délelőtt tartották.
| helyezés | versenyző          | csapat/motor         | elért idő | különbség | futott kör |
| -------- | ------------------ | -------------------- | --------- | --------- | ---------- |
| 1        | Lewis Hamilton     | McLaren-Mercedes     | 1:26,836  | −         | 22         |
| 2        | Sebastian Vettel   | Red Bull-Renault     | 1:27,416  | +0,580    | 23         |
| 3        | Mark Webber        | Red Bull-Renault     | 1:27,428  | +0,592    | 27         |
| 4        | Jenson Button      | McLaren-Mercedes     | 1:28,394  | +1,558    | 23         |
| 5        | Michael Schumacher | Mercedes             | 1:28,531  | +1,695    | 23         |
| 6        | Nico Rosberg       | Mercedes             | 1:28,542  | +1,706    | 29         |
| 7        | Felipe Massa       | Ferrari              | 1:28,644  | +1,808    | 22         |
| 8        | Adrian Sutil       | Force India-Mercedes | 1:28,705  | +1,869    | 23         |
| 9        | Sébastien Buemi    | Toro Rosso-Ferrari   | 1:29,219  | +2,383    | 24         |
| 10       | Kobajasi Kamui     | Sauber-Ferrari       | 1:29,355  | +2,519    | 29         |
| 11       | Paul di Resta      | Force India-Mercedes | 1:29,700  | +2,864    | 24         |
| 12       | Vitalij Petrov     | Renault              | 1:29,705  | +2,869    | 22         |
| 13       | Bruno Senna        | Renault              | 1:29,799  | +2,963    | 20         |
| 14       | Sergio Pérez       | Sauber-Ferrari       | 1:30,132  | +3,296    | 25         |
| 15       | Rubens Barrichello | Williams-Cosworth    | 1:30,367  | +3,531    | 21         |
| 16       | Jaime Alguersuari  | Toro Rosso-Ferrari   | 1:30,566  | +3,730    | 19         |
| 17       | Pastor Maldonado   | Williams-Cosworth    | 1:30,669  | +3,833    | 22         |
| 18       | Jarno Trulli       | Lotus-Renault        | 1:30,818  | +3,982    | 22         |
| 19       | Karun Chandhok     | Lotus-Renault        | 1:32,487  | +5,651    | 24         |
| 20       | Timo Glock         | Virgin-Cosworth      | 1:32,771  | +5,935    | 24         |
| 21       | Narain Karthikeyan | HRT-Cosworth         | 1:33,928  | +7,092    | 27         |
| 22       | Daniel Ricciardo   | HRT-Cosworth         | 1:34,113  | +7,277    | 30         |
| 23       | Jérôme d’Ambrosio  | Virgin-Cosworth      | 1:35,796  | +8,960    | 19         |
| 24       | Fernando Alonso    | Ferrari              | 1:35,899  | +9,063    | 4          |

### Második szabadedzés
Az indiai nagydíj második szabadedzését október 28-án, pénteken délután tartották.
| helyezés | versenyző          | csapat/motor         | elért idő | különbség | futott kör |
| -------- | ------------------ | -------------------- | --------- | --------- | ---------- |
| 1        | Felipe Massa       | Ferrari              | 1:25,706  | −         | 33         |
| 2        | Sebastian Vettel   | Red Bull-Renault     | 1:25,794  | +0,088    | 34         |
| 3        | Fernando Alonso    | Ferrari              | 1:25,930  | +0,224    | 34         |
| 4        | Lewis Hamilton     | McLaren-Mercedes     | 1:26,454  | +0,748    | 26         |
| 5        | Mark Webber        | Red Bull-Renault     | 1:26,500  | +0,794    | 30         |
| 6        | Jenson Button      | McLaren-Mercedes     | 1:26,714  | +1,008    | 28         |
| 7        | Adrian Sutil       | Force India-Mercedes | 1:27,316  | +1,610    | 34         |
| 8        | Bruno Senna        | Renault              | 1:27,498  | +1,792    | 36         |
| 9        | Paul di Resta      | Force India-Mercedes | 1:27,853  | +2,147    | 35         |
| 10       | Sébastien Buemi    | Toro Rosso-Ferrari   | 1:27,868  | +2,162    | 35         |
| 11       | Vitalij Petrov     | Renault              | 1:27,890  | +2,184    | 37         |
| 12       | Kobajasi Kamui     | Sauber-Ferrari       | 1:28,050  | +2,344    | 34         |
| 13       | Sergio Pérez       | Sauber-Ferrari       | 1:28,289  | +2,583    | 36         |
| 14       | Jaime Alguersuari  | Toro Rosso-Ferrari   | 1:28,552  | +2,846    | 31         |
| 15       | Rubens Barrichello | Williams-Cosworth    | 1:28,691  | +2,985    | 29         |
| 16       | Pastor Maldonado   | Williams-Cosworth    | 1:28,708  | +3,002    | 24         |
| 17       | Jarno Trulli       | Lotus-Renault        | 1:29,332  | +3,626    | 39         |
| 18       | Heikki Kovalainen  | Lotus-Renault        | 1:30,241  | +4,535    | 41         |
| 19       | Nico Rosberg       | Mercedes             | 1:31,098  | +5,392    | 38         |
| 20       | Timo Glock         | Virgin-Cosworth      | 1:31,469  | +5,763    | 32         |
| 21       | Michael Schumacher | Mercedes             | 1:31,804  | +6,098    | 28         |
| 22       | Jérôme d’Ambrosio  | Virgin-Cosworth      | 1:32,593  | +6,887    | 12         |
| 23       | Daniel Ricciardo   | HRT-Cosworth         | 1:32,768  | +7,062    | 33         |
| 24       | Narain Karthikeyan | HRT-Cosworth         | 1:32,824  | +7,118    | 33         |

### Harmadik szabadedzés
Az indiai nagydíj harmadik szabadedzését október 29-én szombaton délelőtt tartották.
| helyezés | versenyző          | csapat/motor         | elért idő | különbség | futott kör |
| -------- | ------------------ | -------------------- | --------- | --------- | ---------- |
| 1        | Sebastian Vettel   | Red Bull-Renault     | 1:24,824  | −         | 18         |
| 2        | Jenson Button      | McLaren-Mercedes     | 1:25,191  | +0,367    | 15         |
| 3        | Mark Webber        | Red Bull-Renault     | 1:25,203  | +0,379    | 19         |
| 4        | Lewis Hamilton     | McLaren-Mercedes     | 1:25,288  | +0,464    | 16         |
| 5        | Fernando Alonso    | Ferrari              | 1:25,784  | +0,960    | 17         |
| 6        | Felipe Massa       | Ferrari              | 1:26,058  | +1,234    | 16         |
| 7        | Paul di Resta      | Force India-Mercedes | 1:26,785  | +1,961    | 19         |
| 8        | Nico Rosberg       | Mercedes             | 1:26,873  | +2,049    | 22         |
| 9        | Adrian Sutil       | Force India-Mercedes | 1:26,958  | +2,134    | 19         |
| 10       | Sébastien Buemi    | Toro Rosso-Ferrari   | 1:27,146  | +2,322    | 20         |
| 11       | Michael Schumacher | Mercedes             | 1:27,217  | +2,393    | 21         |
| 12       | Bruno Senna        | Renault              | 1:27,235  | +2,411    | 20         |
| 13       | Kobajasi Kamui     | Sauber-Ferrari       | 1:27,262  | +2,438    | 19         |
| 14       | Vitalij Petrov     | Renault              | 1:27,280  | +2,456    | 18         |
| 15       | Jaime Alguersuari  | Toro Rosso-Ferrari   | 1:27,387  | +2,563    | 20         |
| 16       | Sergio Pérez       | Sauber-Ferrari       | 1:27,749  | +2,925    | 21         |
| 17       | Pastor Maldonado   | Williams-Cosworth    | 1:27,793  | +2,969    | 17         |
| 18       | Rubens Barrichello | Williams-Cosworth    | 1:27,875  | +3,051    | 20         |
| 19       | Jarno Trulli       | Lotus-Renault        | 1:29,355  | +4,531    | 21         |
| 20       | Heikki Kovalainen  | Lotus-Renault        | 1:29,750  | +4,926    | 19         |
| 21       | Timo Glock         | Virgin-Cosworth      | 1:30,683  | +5,859    | 23         |
| 22       | Narain Karthikeyan | HRT-Cosworth         | 1:30,900  | +6,076    | 25         |
| 23       | Jérôme d’Ambrosio  | Virgin-Cosworth      | 1:32,851  | +8,027    | 19         |
| 24       | Daniel Ricciardo   | HRT-Cosworth         | 1:33,246  | +8,422    | 16         |

## Időmérő edzés
Az indiai nagydíj időmérő edzését október 29-én, szombaton futották.
| 1                     | Sebastian Vettel        | Red Bull-Renault     | 1:26,218 | 1:24,657 | 1:24,178   |
| 2                     | Lewis Hamilton *        | McLaren-Mercedes     | 1:26,563 | 1:25,019 | 1:24,474   |
| 3                     | Mark Webber             | Red Bull-Renault     | 1:26,473 | 1:25,282 | 1:24,508   |
| 4                     | Fernando Alonso         | Ferrari              | 1:26,774 | 1:25,158 | 1:24,519   |
| 5                     | Jenson Button           | McLaren-Mercedes     | 1:26,225 | 1:25,299 | 1:24,950   |
| 6                     | Felipe Massa            | Ferrari              | 1:27,012 | 1:25,522 | 1:25,122   |
| 7                     | Nico Rosberg            | Mercedes             | 1:26,364 | 1:25,555 | 1:25,451   |
| 8                     | Adrian Sutil            | Force India-Mercedes | 1:26,271 | 1:26,140 | idő nélkül |
| 9                     | Sébastien Buemi         | Toro Rosso-Ferrari   | 1:26,608 | 1:26,161 | idő nélkül |
| 10                    | Jaime Alguersuari       | Toro Rosso-Ferrari   | 1:26,557 | 1:26,319 | idő nélkül |
| 11                    | Vitalij Petrov **       | Renault              | 1:26,189 | 1:26,319 |            |
| 12                    | Michael Schumacher      | Mercedes             | 1:26,790 | 1:26,337 |            |
| 13                    | Paul di Resta           | Force India-Mercedes | 1:26,864 | 1:26,503 |            |
| 14                    | Pastor Maldonado        | Williams-Cosworth    | 1:26,829 | 1:26,537 |            |
| 15                    | Bruno Senna             | Renault              | 1:26,766 | 1:26,651 |            |
| 16                    | Rubens Barrichello      | Williams-Cosworth    | 1:27,479 | 1:27,247 |            |
| 17                    | Sergio Pérez *          | Sauber-Ferrari       | 1:27,249 | 1:27,562 |            |
| 18                    | Kobajasi Kamui          | Sauber-Ferrari       | 1:27,876 |          |            |
| 19                    | Heikki Kovalainen       | Lotus-Renault        | 1:28,565 |          |            |
| 20                    | Jarno Trulli            | Lotus-Renault        | 1:28,752 |          |            |
| 21                    | Daniel Ricciardo ***    | HRT-Cosworth         | 1:30,216 |          |            |
| 22                    | Narain Karthikeyan **** | HRT-Cosworth         | 1:30,238 |          |            |
| 23                    | Jérôme d’Ambrosio       | Virgin-Cosworth      | 1:30,866 |          |            |
| 107%-os idő: 1:32.222 |                         |                      |          |          |            |
| 24                    | Timo Glock *****        | Virgin-Cosworth      | 1:34,046 |          |            |

* Lewis Hamilton és Sergio Pérez háromhelyes rajtbüntetést kaptak az első edzés után sárga zászló figyelmen kívül hagyása miatt.

** Vitalij Petrov öthelyes rajtbüntetést kapott a koreai nagydíjon Michael Schumacher-el való ütközése miatt.

*** Daniel Ricciardo öthelyes rajtbüntetést kapott váltócsere miatt.

**** Narain Karthikeyan öthelyes rajtbüntetést kapott, mert az időmérő első szakaszában feltartotta Michael Schumacher-t.

***** Timo Glock nem tudta teljesíteni a 107%-os időlimitet, de a futamon rajtengedélyt kapott.

## Futam
Az indiai nagydíj futama október 30-án, vasárnap rajtolt.
| helyezés | rajtszám | versenyző          | csapat/motor         | futott kör | idő/kiesés oka | rajthely | pont |
| -------- | -------- | ------------------ | -------------------- | ---------- | -------------- | -------- | ---- |
| 1        | 1        | Sebastian Vettel   | Red Bull-Renault     | 60         | 1:30:35,002    | 1        | 25   |
| 2        | 4        | Jenson Button      | McLaren-Mercedes     | 60         | +8,433         | 4        | 18   |
| 3        | 5        | Fernando Alonso    | Ferrari              | 60         | +24,301        | 3        | 15   |
| 4        | 2        | Mark Webber        | Red Bull-Renault     | 60         | +25,529        | 2        | 12   |
| 5        | 7        | Michael Schumacher | Mercedes             | 60         | +1:05,421      | 11       | 10   |
| 6        | 8        | Nico Rosberg       | Mercedes             | 60         | +1:06,851      | 7        | 8    |
| 7        | 3        | Lewis Hamilton     | McLaren-Mercedes     | 60         | +1:24,183      | 5        | 6    |
| 8        | 19       | Jaime Alguersuari  | Toro Rosso-Ferrari   | 59         | +1 kör         | 10       | 4    |
| 9        | 14       | Adrian Sutil       | Force India-Mercedes | 59         | +1 kör         | 8        | 2    |
| 10       | 17       | Sergio Pérez       | Sauber-Ferrari       | 59         | +1 kör         | 20       | 1    |
| 11       | 10       | Vitalij Petrov     | Renault              | 59         | +1 kör         | 16       |      |
| 12       | 9        | Bruno Senna        | Renault              | 59         | +1 kör         | 14       |      |
| 13       | 15       | Paul di Resta      | Force India-Mercedes | 59         | +1 kör         | 12       |      |
| 14       | 20       | Heikki Kovalainen  | Lotus-Renault        | 58         | +2 kör         | 18       |      |
| 15       | 11       | Rubens Barrichello | Williams-Cosworth    | 58         | +2 kör         | 15       |      |
| 16       | 25       | Jérôme d’Ambrosio  | Virgin-Cosworth      | 57         | +3 kör         | 21       |      |
| 17       | 22       | Narain Karthikeyan | HRT-Cosworth         | 57         | +3 kör         | 24       |      |
| 18       | 23       | Daniel Ricciardo   | HRT-Cosworth         | 57         | +3 kör         | 23       |      |
| 19       | 21       | Jarno Trulli       | Lotus-Renault        | 55         | +5 kör         | 19       |      |
| ki       | 6        | Felipe Massa       | Ferrari              | 32         | felfüggesztés  | 6        |      |
| ki       | 18       | Sébastien Buemi    | Toro Rosso-Ferrari   | 24         | erőforrás      | 9        |      |
| ki       | 12       | Pastor Maldonado   | Williams-Cosworth    | 12         | sebességváltó  | 13       |      |
| ki       | 24       | Timo Glock         | Virgin-Cosworth      | 2          | baleset        | 22       |      |
| ki       | 16       | Kobajasi Kamui     | Sauber-Ferrari       | 0          | baleset        | 17       |      |

## A világbajnokság élmezőnyének állása a verseny után
| H   | Versenyzők         | Pont | H   | Konstruktőrök        | Pont |
| --- | ------------------ | ---- | --- | -------------------- | ---- |
| 1.  | Sebastian Vettel   | 374  | 1.  | Red Bull-Renault     | 595  |
| 2.  | Jenson Button      | 240  | 2.  | McLaren-Mercedes     | 442  |
| 3.  | Fernando Alonso    | 227  | 3.  | Ferrari              | 325  |
| 4.  | Mark Webber        | 221  | 4.  | Mercedes GP          | 145  |
| 5.  | Lewis Hamilton     | 202  | 5.  | Renault              | 72   |
| 6.  | Felipe Massa       | 98   | 6.  | Force India-Mercedes | 51   |
| 7.  | Nico Rosberg       | 75   | 7.  | Sauber-Ferrari       | 41   |
| 8.  | Michael Schumacher | 70   | 8.  | Toro Rosso-Ferrari   | 41   |
| 9.  | Vitalij Petrov     | 36   | 9.  | Williams-Cosworth    | 5    |
| 10. | Nick Heidfeld      | 34   | 10. | Lotus-Renault        | 0    |

(A teljes táblázat)

## Statisztikák
Vezető helyen: Sebastian Vettel 1-60
- A futam a Force India első hazai versenye.
- Sebastian Vettel 21. győzelme, 28. pole pozíciója, 9. leggyorsabb köre, 3. mesterhármasa, 1. Grand Slam
- Red Bull 26. győzelme.